# 大井玄
大井 玄（おおい げん、1935年8月5日 - ）は、日本の公衆衛生学者、東京大学名誉教授。
京都府出身。1963年東京大学医学部卒業、1977年ハーバード大学公衆衛生大学院修士課程修了。東京大学医学部助教授、1976年「鳩、鉛汚染の指標」で東大医学博士。1983年帝京大学医学部公衆衛生助教授、教授、1990年東大国際保健学専攻教授、1996年定年退官、名誉教授、国立環境研究所所長。専門は社会医学、一般内科、在宅医療、心療内科、環境医学。臨床医として、終末期医療全般に関わる。

## 著書
- 『終末期医療 自分の死をとりもどすために』弘文堂 叢書死の文化 1989
- 『終末期医療 2　死の前のクオリティ・オブ・ライフ』弘文堂 叢書死の文化 1993
- 『痴呆の哲学 ぼけるのが怖い人のために』弘文堂 シリーズ生きる思想 2004
- 『いのちをもてなす 環境と医療の現場から』みすず書房 2005
- 『「痴呆老人」は何を見ているか』新潮新書 2008
- 『環境世界と自己の系譜』みすず書房 2009
- 『人間の往生 看取りの医師が考える』新潮新書 2011
- 『病から詩がうまれる 看取り医がみた幸せと悲哀』朝日選書 2014
- 『呆けたカントに「理性」はあるか』新潮新書  2015年

### 共編著
- 『水銀とセレン』鈴木継美,井村伸正共編集 篠原出版 1977
- 『エコトキシコロジー』共編集 篠原出版 1983
- 『環境学研究フォーラム 3 環境研究と疫学 その有効性と限界』鈴木継美共編 恒星社厚生閣 1987
- 『医療原論 医の人間学』竹内正監修 村上陽一郎,堀原一共編 弘文堂 1996
- 『森林医学 2 環境と人間の健康科学』宮崎良文,平野秀樹共編 朝倉書店 2009
- 『復興の精神』養老孟司,茂木健一郎,山内昌之,南直哉,橋本治,瀬戸内寂聴,曽野綾子,阿川弘之共著 新潮新書 2011

### 翻訳
- Albert R.Jonsen, Mark Siegler, William J.Winslade『臨床倫理学 臨床医学における倫理学決定のための実践的なアプローチ』赤林朗共監訳 大井幸子他訳 新興医学出版社 1997

## 注
1. ↑  『現代日本人名録』、『病から詩がうまれる』著者紹介